# تاكاشي سوجيورا
تاكاشي سوجيورا (باليابانية: 杉浦 貴؛ مواليد 31 مايو 1970) هو مصارع محترف ياباني ، يعمل حاليًا مع برو ريسلينغ نوا.

## وصلات خارجية
- تاكاشي سوجيورا على موقع شيردوغ (الإنجليزية)
- تاكاشي سوجيورا على موقع قاعدة بيانات المصارعة الدولية (الإنجليزية)
- تاكاشي سوجيورا على موقع CageMatch worker (الإنجليزية)